# Rátz Tanár Úr-életműdíj
A Rátz Tanár Úr-életműdíjat az Ericsson Magyarország, a Graphisoft és a Richter Gedeon Nyrt. 2001-ben alapította magyarországi tanárok munkájának elismerésére. A díj Rátz László (1863–1930) nevét őrzi, aki a Budapesti Evangélikus Gimnázium (más néven Fasori Gimnázium) matematikatanára volt. A díjat gondozó alapítvány (Alapítvány a Magyar Természettudományos Oktatásért) évente két-két matematika-, fizika-, kémia- és biológiatanárnak ítéli oda. (Biológiából csak 2005 óta adnak díjat.)
A díjazottak csak olyan általános iskolai, illetve középiskolai tanárok lehetnek, akik a magyarországi közoktatás területén – nem szervezői munkakörben – dolgoznak vagy dolgoztak. A biológiát, matematikát, fizikát vagy kémiát tanító (vagy egykor tanító), az 5–12. évfolyamokon kimagasló oktató-nevelő tevékenységet végző (vagy végzett) tanárokat szakmai és társadalmi szervezetek, az ajánlott tanár tevékenységét jól ismerő kollektívák, kivételes esetekben magánszemélyek terjeszthetik fel a díjra.
A díj odaítélésében ajánlóként közreműködő szervezetek, intézmények:
- a Bolyai János Matematikai Társulat díjbizottsága (matematika),
- az Eötvös Loránd Fizikai Társulat díjbizottsága (fizika),
- a Magyar Kémikusok Egyesülete (kémia),
- az MTA Biológiai Tudományok Osztálya (biológia).

## A díjazottak
| Év   | Név                                          | Település      | Iskola                                                                                   | Tantárgy   |
| ---- | -------------------------------------------- | -------------- | ---------------------------------------------------------------------------------------- | ---------- |
| 2001 | Hobinka Ildikó                               | Budapest       | Budapesti Fazekas Mihály Általános Iskola és Gimnázium                                   | kémia      |
| 2001 | Holics László                                | Budapest       | ELTE Apáczai Csere János Gyakorlógimnázium                                               | fizika     |
| 2001 | Kőváry Károly                                | Budapest       | Budapesti Fazekas Mihály Általános Iskola és Gimnázium                                   | matematika |
| 2001 | Szucsán András                               | Csongrád       | Batsányi János Gimnázium                                                                 | fizika     |
| 2001 | Urbán János, dr.                             | Budapest       | Berzsenyi Dániel Gimnázium                                                               | matematika |
| 2001 | Várnai György, dr.                           | Győr           | Révai Miklós Gimnázium                                                                   | kémia      |
| 2002 | Harka Katalin, dr.                           | Budapest       | Steinmetz Miklós Gimnázium                                                               | kémia      |
| 2002 | Kopcsa József, dr.                           | Debrecen       | Gábor Dénes Elektronikai Műszaki Szakközépiskola                                         | fizika     |
| 2002 | Nagy Márton                                  | Sopron         | Berzsenyi Dániel Evangélikus Gimnázium                                                   | fizika     |
| 2002 | Pálmay Lóránt                                | Budapest       | Szent László Gimnázium                                                                   | matematika |
| 2002 | Reiman István                                | Budapest       | ELTE Apáczai Csere János Gyakorlógimnázium                                               | matematika |
| 2002 | Szabó Lászlóné                               | Budapest       | Petrik Lajos Vegyipari, Környezetvédelmi és Informatikai Szakközépiskola                 | kémia      |
| 2003 | Czapáry Endre                                | Győr           | Révai Miklós Gimnázium                                                                   | matematika |
| 2003 | Kovács Mihály                                | Budapest       | Piarista Gimnázium                                                                       | fizika     |
| 2003 | Kovácsné, (dr.) Csányi Csilla, dr.           | Budapest       | Budapesti Fazekas Mihály Általános Iskola és Gimnázium                                   | kémia      |
| 2003 | Rábai Imre                                   | Budapest       | Budapesti Fazekas Mihály Általános Iskola és Gimnázium                                   | matematika |
| 2003 | Velkey László, dr.                           | Miskolc        | Fényi Gyula Jezsuita Gimnázium                                                           | kémia      |
| 2003 | Wiedemann László, dr.                        | Budapest       | Budapesti Fazekas Mihály Általános Iskola és Gimnázium                                   | fizika     |
| 2004 | Kecskés Andrásné, dr.                        | Várpalota      | Thuri György Gimnázium                                                                   | kémia      |
| 2004 | Rácz János                                   | Budapest       | Szent István Gimnázium                                                                   | matematika |
| 2004 | Reményi Gusztávné                            | Budapest       | ELTE Trefort Ágoston Gyakorlóiskola                                                      | matematika |
| 2004 | Sebestyén Zoltán                             | Pécs           | Testvérvárosok Terei Általános Iskola                                                    | fizika     |
| 2004 | Villányi Attila                              | Budapest       | ELTE Apáczai Csere János Gyakorlógimnázium                                               | kémia      |
| 2004 | Zátonyi Sándor, dr.                          | Sopron         | Petőfi Sándor Általános Iskola                                                           | fizika     |
| 2005 | Bognár József                                | Budapest       | Fasori Evangélikus Gimnázium                                                             | biológia   |
| 2005 | Hajnissné Anda Éva                           | Budapest       | Csík Ferenc Általános Iskola és Gimnázium                                                | kémia      |
| 2005 | Herczeg János                                | Budapest       | Berzsenyi Dániel Gimnázium                                                               | matematika |
| 2005 | Jurisits József, dr.                         | Szekszárd      | Garay János Gimnázium                                                                    | fizika     |
| 2005 | Mezeiné dr. Kopasz Mária                     | Baja           | III. Béla Gimnázium                                                                      | biológia   |
| 2005 | Némethy Katalin                              | Budapest       | Móricz Zsigmond Gimnázium                                                                | matematika |
| 2005 | Rónaszéki László                             | Érd            | Széchenyi István Általános Iskola                                                        | fizika     |
| 2005 | Tóth Zoltán, dr.                             | Debrecen       | KLTE Gyakorló Gimnáziuma                                                                 | kémia      |
| 2006 | Árendás Veronika, dr.                        | Tata           | Eötvös József Gimnázium                                                                  | biológia   |
| 2006 | Balázs Lórántné, dr. (dr. Kukorelli Katalin) | Budapest       | ELTE Radnóti Miklós Gyakorló Általános Iskola és Gimnázium                               | kémia      |
| 2006 | Irlanda Dezső                                | Eger           | Gárdonyi Géza Gimnázium                                                                  | kémia      |
| 2006 | Lang Jánosné, dr. (Steiner Zsuzsanna)        | Sopron         | Berzsenyi Dániel Evangélikus Gimnázium                                                   | fizika     |
| 2006 | Pintér Ferenc, dr.                           | Nagykanizsa    | Batthyány Gimnázium                                                                      | matematika |
| 2006 | Rékási József, dr.                           | Pannonhalma    | Pannonhalmi Bencés Gimnázium                                                             | biológia   |
| 2006 | Thiry Imréné                                 | Budapest       | Budapesti Fazekas Mihály Általános Iskola és Gimnázium                                   | matematika |
| 2006 | Zsúdel László, dr.                           | Miskolc        | Földes Ferenc Gimnázium                                                                  | fizika     |
| 2007 | Adamkovich István, dr.                       | Szeged         | Radnóti Miklós Kísérleti Gimnázium                                                       | kémia      |
| 2007 | Berend Mihály, dr.                           | Budapest       | Árpád Gimnázium                                                                          | biológia   |
| 2007 | Igaz Sarolta, dr.                            | Budapest       | Fasori Evangélikus Gimnázium                                                             | kémia      |
| 2007 | Katz Sándor, dr.                             | Bonyhád        | Petőfi Sándor Evangélikus Gimnázium                                                      | matematika |
| 2007 | Légrádi Imre                                 | Sopron         | Széchenyi István Gimnázium                                                               | fizika     |
| 2007 | Pintér Lajos, dr. *                          | Makó           | József Attila Gimnázium                                                                  | matematika |
| 2007 | Pintér Lajosné, dr. *                        | Szeged         | JATE Ságvári Endre Gyakorló Gimnázium                                                    | matematika |
| 2007 | Plósz Katalin                                | Budapest       | Patrona Hungariae Gimnázium                                                              | fizika     |
| 2007 | Szerényi Gábor, dr.                          | Érd            | Vörösmarty Mihály Gimnázium                                                              | biológia   |
| 2008 | Andrássy Péter                               | Sopron         | Berzsenyi Dániel Evangélikus Gimnázium                                                   | biológia   |
| 2008 | Kálmán Attila, dr.                           | Tata           | Pápai Református Kollégium                                                               | matematika |
| 2008 | Kromek Sándor                                | Pécs           | Nagy Lajos Gimnázium                                                                     | kémia      |
| 2008 | Kugler Sándorné                              | Budapest       | ELTE Radnóti Miklós Gyakorló Általános Iskola és Gimnázium                               | fizika     |
| 2008 | Orosz Ernőné, dr.                            | Eger           | Szilágyi Erzsébet Gimnázium                                                              | kémia      |
| 2008 | Stollmayer Ákosné                            | Budapest       | Szerb Antal Gimnázium                                                                    | biológia   |
| 2008 | Surányi László, dr.                          | Budapest       | Budapesti Fazekas Mihály Általános Iskola és Gimnázium                                   | matematika |
| 2008 | Vastagh György                               | Balatonfüred   | Lóczy Lajos Gimnázium                                                                    | fizika     |
| 2009 | Budayné, (dr.) Kálóczi Ildikó, dr.           | Debrecen       | Tóth Árpád Gimnázium                                                                     | biológia   |
| 2009 | Flórik György                                | Budapest       | ELTE Apáczai Csere János Gyakorlógimnázium                                               | fizika     |
| 2009 | Halblender Anna, dr.                         | Pécs           | PTE Deák Ferenc Gyakorló Gimnázium és Általános Iskola                                   | kémia      |
| 2009 | Kikindai Kristóf, dr.                        | Szombathely    | Kanizsai Dorottya Gimnázium                                                              | biológia   |
| 2009 | Láng Hugó                                    | Székesfehérvár | Teleki Blanka Gimnázium                                                                  | matematika |
| 2009 | Mayer Farkas                                 | Pannonhalma    | Pannonhalmi Bencés Gimnázium                                                             | fizika     |
| 2009 | Nagy Zsigmondné, dr.                         | Keszthely      | Vajda János Gimnázium                                                                    | kémia      |
| 2009 | Tatár István                                 | Makó           | Makói Általános Iskola                                                                   | matematika |
| 2010 | Bán Sándor                                   | Szeged         | Radnóti Miklós Kísérleti Gimnázium                                                       | biológia   |
| 2010 | Deli Lajos                                   | Hajdúszoboszló | Hőgyes Endre Gimnázium és Szakközépiskola                                                | matematika |
| 2010 | Dénes Sándorné                               | Nagykanizsa    | Batthyány Lajos Gimnázium és Egészségügyi Szakközépiskola                                | kémia      |
| 2010 | Mészáros Lukács                              | Szentendre     | Ferences Gimnázium                                                                       | biológia   |
| 2010 | Molnár József                                | Sopron         | Berzsenyi Dániel Evangélikus Gimnázium                                                   | kémia      |
| 2010 | Somfai Zsuzsa                                | Budapest       | Eötvös József Gimnázium                                                                  | matematika |
| 2010 | Várnagy István                               | Tatabánya      | Bárdos László Gimnázium                                                                  | fizika     |
| 2010 | Vida József                                  | Eger           | Eszterházy Károly Tanárképző Főiskola                                                    | fizika     |
| 2011 | Baranyai József                              | Szombathely    | NYME Bolyai János Gyakorló Általános Iskola és Gimnázium                                 | biológia   |
| 2011 | Bohdaneczky Lászlóné                         | Debrecen       | DE Kossuth Lajos Gyakorló Gimnáziuma                                                     | kémia      |
| 2011 | Csordás Mihály                               | Kecskemét      | Kodály Zoltán Ének-Zenei Általános Iskola                                                | matematika |
| 2011 | Kotek László                                 | Pécs           | Pécsi Tudományegyetem                                                                    | fizika     |
| 2011 | Krassói Kornélia                             | Budapest       | Jedlik Ányos Gimnázium                                                                   | fizika     |
| 2011 | Laczkó László                                | Budapest       | Budapesti Fazekas Mihály Általános Iskola és Gimnázium                                   | matematika |
| 2011 | Müllner Erzsébet                             | Budapest       | Budapesti Fazekas Mihály Általános Iskola és Gimnázium                                   | biológia   |
| 2011 | Pfeiffer Ádám                                | Budapest       | ELTE Apáczai Csere János Gyakorlógimnázium                                               | kémia      |
| 2012 | Borhidi Attiláné                             | Budapest       | ELTE Apáczai Csere János Gyakorlógimnázium                                               | biológia   |
| 2012 | Forgács József                               | Debrecen       | Vegyipari Szakközépiskola                                                                | kémia      |
| 2012 | Harka Ákos                                   | Tiszafüred     | Kossuth Lajos Gimnázium, Szakképző Iskola és Általános Iskola                            | biológia   |
| 2012 | Kovács László                                | Szombathely    | Berzsenyi Dániel Tanárképző Főiskola                                                     | fizika     |
| 2012 | Ősz György                                   | Ács            | Jókai Mór Általános Iskola                                                               | fizika     |
| 2012 | Pogáts Ferenc                                | Budapest       | Budapesti Fazekas Mihály Általános Iskola és Gimnázium                                   | matematika |
| 2012 | Prókai Szilveszter                           | Szeged         | Radnóti Miklós Kísérleti Gimnázium                                                       | kémia      |
| 2012 | Róka Sándor                                  | Nyíregyháza    | Nyíregyházi Főiskola                                                                     | matematika |
| 2013 | Brenyó Mihály *                              | Kecskemét      | Bányai Júlia Gimnázium                                                                   | matematika |
| 2013 | Brenyó Mihályné *                            | Kecskemét      | Mátyás Király Általános Iskola                                                           | matematika |
| 2013 | Cs. Nagy Gábor, dr.                          | Debrecen       | Debreceni Vegyipari Szakközépiskola                                                      | kémia      |
| 2013 | Halász Tibor, dr.                            | Szeged         | SZTE Juhász Gyula Tanárképző Főiskolai Kar                                               | fizika     |
| 2013 | Horváth Gábor                                | Budapest       | Budapesti Fazekas Mihály Általános Iskola és Gimnázium                                   | fizika     |
| 2013 | Károlyi Károly                               | Bátaszék       | Általános Iskola és Gimnázium                                                            | matematika |
| 2013 | Lénárd Gábor, dr.                            | Budapest       | ELTE Trefort Ágoston Gyakorlóiskola                                                      | biológia   |
| 2013 | Lenkei Irén, dr.                             | Budapest       | ELTE Radnóti Miklós Gyakorló Általános Iskola és Gimnázium                               | biológia   |
| 2013 | Oláh Gábor Péter                             | Budapest       | Patrona Hungariae Általános Iskola és Gimnázium                                          | kémia      |
| 2014 | Békefi Zsuzsa                                | Veszprém       | Lovassy László Gimnázium                                                                 | matematika |
| 2014 | Böddiné Schróth Ágnes                        | Budapest       | ELTE Trefort Ágoston Gyakorlóiskola                                                      | kémia      |
| 2014 | Endrész Gyöngyi                              | Miskolc        | Földes Ferenc Gimnázium                                                                  | kémia      |
| 2014 | Kánitz József                                | Szeged         | SZTE Ságvári Endre Gyakorló Gimnázium                                                    | biológia   |
| 2014 | Kubatov Antal                                | Kaposvár       | Kaposvári Táncsics Mihály Gimnázium                                                      | matematika |
| 2014 | Szalainé Tóth Tünde                          | Veszprém       | Lovassy László Gimnázium                                                                 | biológia   |
| 2014 | Tóth Eszter                                  | Vác            | Boronkay György Műszaki középiskola                                                      | fizika     |
| 2014 | Zátonyi Sándor                               | Békéscsaba     | Szent-Györgyi Albert Gimnázium, Szakközépiskola és Kollégium                             | fizika     |
| 2015 | Balázs Katalin                               | Budapest       | ELTE Radnóti Miklós Gyakorló Általános Iskola és Gimnázium                               | kémia      |
| 2015 | Honyek Gyula                                 | Budapest       | ELTE Radnóti Miklós Gyakorló Általános Iskola és Gimnázium                               | fizika     |
| 2015 | Mező Tamás                                   | Szeged         | Radnóti Miklós Kísérleti Gimnázium                                                       | fizika     |
| 2015 | Mike János                                   | Szeged         | Radnóti Miklós Kísérleti Gimnázium                                                       | matematika |
| 2015 | Nagyné Horváth Emília                        | Budapest       | Bem József Általános Iskola                                                              | biológia   |
| 2015 | Pálfalvi Józsefné                            | Budapest       | ELTE TTK Matematikatanítási és Módszertani Központ                                       | matematika |
| 2015 | Sipos István                                 | Sárospatak     | Sárospataki Református Kollégium Gimnáziuma                                              | kémia      |
| 2015 | Tóth Albert                                  | Szolnok        | Szolnoki Főiskola                                                                        | biológia   |
| 2016 | Halmi László                                 | Zalaegerszeg   | Zrínyi Miklós Gimnázium                                                                  | kémia      |
| 2016 | Jánossyné, (dr.) Solt Anna, dr.              | Budapest       | Városmajori Gimnázium                                                                    | biológia   |
| 2016 | Juhász Nándor *                              | Szeged         | Rókusi Általános Iskola                                                                  | fizika     |
| 2016 | Juhász Nándorné *                            | Szeged         | Tisza-parti Általános Iskola                                                             | fizika     |
| 2016 | Kónya István                                 | Ózd            | József Attila Gimnázium                                                                  | matematika |
| 2016 | Tarcsay Tamás                                | Szeged         | SZTE Gyakorló Gimnázium és Általános Iskola                                              | matematika |
| 2016 | Zolnai Ildikó                                | Budapest       | Szinyei Merse Pál Gimnázium                                                              | biológia   |
| 2016 | Zsigri Ferenc                                | Budapest       | ELTE Apáczai Csere János Gyakorlógimnázium                                               | fizika     |
| 2016 | Zsuga Miklósné, (dr.) Laczkó Mária, dr.      | Debrecen       | Debreceni Szakképzési Centrum Vegyipari Szakgimnáziuma                                   | kémia      |
| 2017 | Antal-Szalmás Lajosné                        | Debrecen       | KLTE Gyakorló Gimnáziuma                                                                 | kémia      |
| 2017 | Dancsó Éva                                   | Budapest       | Eötvös József Gimnázium                                                                  | kémia      |
| 2017 | Egyed László                                 | Baja           | III. Béla Gimnázium                                                                      | matematika |
| 2017 | Gál Béla                                     | Szeged         | Radnóti Miklós Kísérleti Gimnázium                                                       | biológia   |
| 2017 | Mester András                                | Miskolc        | Diósgyőri Gimnázium                                                                      | fizika     |
| 2017 | Mezei István, dr.                            | Budapest       | Óbudai Árpád Gimnázium                                                                   | matematika |
| 2017 | Piláth Károly, dr.                           | Budapest       | ELTE Trefort Ágoston Gyakorló Gimnázium                                                  | fizika     |
| 2017 | Zátonyi Szilárd                              | Győr           | Veres Péter Mezőgazdasági és Élelmiszeripari Szakgimnázium, Szakközépiskola és Kollégium | biológia   |
| 2018 | Csorba Ferenc, dr.                           | Győr           | Krúdy Gyula Gimnázium                                                                    | matematika |
| 2018 | Kurtán Mónika                                | Berettyóújfalu | József Attila Általános Iskola és Alapfokú Művészeti Iskola                              | biológia   |
| 2018 | Nagy Mária                                   | Pécs           | Kodály Zoltán Gimnázium                                                                  | kémia      |
| 2018 | Simon Péter                                  | Pécs           | Leőwey Klára Gimnázium                                                                   | fizika     |
| 2018 | Szántay Csabáné, dr.                         | Budapest       | Kanizsay Dorottya Gimnázium                                                              | kémia      |
| 2018 | Szászné Heszlényi Judit                      | Budapest       | ELTE Trefort Ágoston Gyakorló Gimnázium                                                  | biológia   |
| 2018 | Táborné Vincze Márta                         | Budapest       | Budapesti Fazekas Mihály Általános Iskola és Gimnázium                                   | matematika |
| 2018 | Zámborszky Ferenc                            | Miskolc        | Földes Ferenc Gimnázium                                                                  | fizika     |
| 2019 | Bíró Bálint                                  | Eger           | Egri Szilágyi Erzsébet Gimnázium és Kollégium                                            | matematika |
| 2019 | Győri István                                 | Szeged         | SZTE Gyakorló Gimnázium és Általános Iskola                                              | fizika     |
| 2019 | Horváthné Fazekas Erika                      | Szeged         | SZTE Juhász Gyula Gyakorló Általános és Alapfokú Művészeti Iskolája                      | fizika     |
| 2019 | Kardon Ferenc, dr.                           | Budapest       | Budapest-Fasori Evangélikus Gimnázium                                                    | biológia   |
| 2019 | Kovács Csongorné                             | Budapest       | Budapesti Fazekas Mihály Gyakorló Általános Iskola és Gimnázium                          | matematika |
| 2019 | Martonné Ruzsa Valéria                       | Szombathely    | Paragvári Utcai Általános Iskola                                                         | kémia      |
| 2019 | Mostbacher Éva                               | Pécs           | Ciszterci Rend Nagy Lajos Gimnáziuma és Kollégiuma                                       | kémia      |
| 2019 | Székely András, dr.                          | Szabadbattyán  | Batthyány Lajos Általános Iskola                                                         | biológia   |
| 2020 | Dobóné dr. Tarai Éva                         | Budapest       | Berzsenyi Dániel Gimnázium                                                               | kémia      |
| 2020 | Farkas László                                | Keszthely      | Vajda János Gimnázium                                                                    | fizika     |
| 2020 | Franyó István, dr.                           | Budapest       | Arany János Általános Iskola és Gimnázium                                                | biológia   |
| 2020 | Gadóné Kézdy Edit                            | Budapest       | Deák Téri Evangélikus Gimnázium                                                          | biológia   |
| 2020 | Horváth Eszter, dr.                          | Budapest       | Kempelen Farkas Gimnázium                                                                | matematika |
| 2020 | Kiss Géza, dr.                               | Budapest       | Budapesti Fazekas Mihály Gyakorló Általános Iskola és Gimnázium                          | matematika |
| 2020 | Lévainé Kovács Róza                          | Karcag         | Karcagi Általános Iskola és Alapfokú Művészeti Iskola                                    | fizika     |
| 2020 | Sebő Péter                                   | Budapest       | ELTE Apáczai Csere János Gyakorlógimnázium                                               | kémia      |
| 2021 | Csahóczi Erzsébet                            | Budapest       | ELTE Gyertyánffy István Gyakorló Általános Iskola                                        | matematika |
| 2021 | Fodor Erika                                  | Budapest       | ELTE Trefort Ágoston Gyakorló Gimnázium                                                  | kémia      |
| 2021 | Horváth Zsolt                                | Gödöllő        | Gödöllői Református Líceum Gimnázium                                                     | biológia   |
| 2021 | Kovács István                                | Szeged         | SZTE Gyakorló Gimnázium és Általános Iskola                                              | matematika |
| 2021 | Molnár Katalin, dr.                          | Budapest       | ELTE Radnóti Miklós Gyakorló Általános Iskola és Gyakorló Gimnázium                      | biológia   |
| 2021 | Pápai Gyula *                                | Sopron         | Soproni Szakképzési Centrum                                                              | fizika     |
| 2021 | Pápai Gyuláné *                              | Fertőd         | Babos József Általános Iskola                                                            | fizika     |
| 2021 | Sarka Lajos                                  | Nyíregyháza    | Nyíregyházi Egyetem Eötvös József Gyakorló Általános Iskola és Gimnázium                 | kémia      |
| 2021 | Vankó Péter, dr.                             | Budapest       | BME Fizika Tanszék                                                                       | fizika     |
| 2022 | Bertáné Kövesdi Gabriella Éva                | Keszthely      | Keszthelyi Vajda János Gimnázium                                                         | biológia   |
| 2022 | Erdős Gábor                                  | Nagykanizsa    | Batthyány Lajos Gimnázium                                                                | matematika |
| 2022 | Fazakas Andrea                               | Budapest       | Deák Téri Evangélikus Gimnázium                                                          | biológia   |
| 2022 | Hotziné Pócsi Anikó Judit                    | Debrecen       | Tóth Árpád Gimnázium                                                                     | kémia      |
| 2022 | Koncz Károly                                 | Pécs           | PTE Babits Mihály Gyakorló Gimnázium                                                     | fizika     |
| 2022 | Moróné Tapody Éva                            | Szeged         | Szegedi Tömörkény István Gimnázium, Művészeti Szakgimnázium                              | fizika     |
| 2022 | Tölgyesné Kovács Katalin                     | Zalaegerszeg   | Zalaegerszegi Zrínyi Miklós Gimnázium                                                    | kémia      |
| 2022 | Varga József                                 | Kecskemét      | Bányai Júlia Gimnázium                                                                   | matematika |
| 2023 | C. Neményi Eszter                            | Budapest       | ELTE Tanítói- és Óvóképző Kar, Matematika Tanszék                                        | matematika |
| 2023 | Csombóné Szaniszló Margit                    | Eperjes        | Eperjesi Általános Iskola                                                                | biológia   |
| 2023 | Gergely Tibor                                | Nyíregyháza    | Nyíregyházi Krúdy Gyula Gimnázium                                                        | biológia   |
| 2023 | Kosztolányi József, dr.                      | Szeged         | SZTE Bolyai Intézet, Analízis Tanszék                                                    | matematika |
| 2023 | Lovasi Ildikó                                | Budapest       | Hunyadi Mátyás Általános Iskola                                                          | kémia      |
| 2023 | Petz Andrea, dr.                             | Pécs           | Ciszterci Rend Nagy Lajos Gimnáziuma és Kollégiuma                                       | kémia      |
| 2023 | Punyiné Kandrács Erzsébet                    | Cigánd         | Kántor Mihály Általános Iskola                                                           | fizika     |
| 2023 | Tófalusi Péter                               | Debrecen       | Debreceni Református Kollégium Dóczy Gimnáziuma                                          | fizika     |
| 2024 | Baranyi Ilona                                | Dabas          | Dabasi Táncsics Mihály Gimnázium                                                         | kémia      |
| 2024 | Chikán Éva                                   | Budapest       | Piarista Gimnázium                                                                       | fizika     |
| 2024 | Csatár Katalin                               | Budapest       | ELTE Radnóti Miklós Gyakorló Általános Iskola és Gyakorló Gimnázium                      | matematika |
| 2024 | Csordásné Szécsi Jolán                       | Kecskemét      | Kecskeméti Katona József Gimnázium                                                       | matematika |
| 2024 | Kerényi Zoltán                               | Gödöllő        | Premontrei Iskolaközpont                                                                 | biológia   |
| 2024 | Krizsánné Józsa Piroska, dr.                 | Mezőtúr        | Mezőtúri Református Kollégium, Gimnázium, Szakközépiskola és Általános Iskola            | biológia   |
| 2024 | Miklós Endréné, dr.                          | Kaposvár       | Táncsics Mihály Gimnázium                                                                | kémia      |
| 2024 | Pálovics Róbert                              | Zalaegerszeg   | Zalaegerszegi Zrínyi Miklós Gimnázium                                                    | fizika     |

* Megosztott díjak:
- Pintér Lajos és Pintér Lajosné (2007)
- Brenyó Mihály és Brenyó Mihályné (2013)
- Juhász Nándor és Juhász Nándorné (2016)
- Pápai Gyula és Pápai Gyuláné (2021)